# Matt McQuillan
Matt McQuillan (Kingston, Ontario 15 de junio de 1981) es un golfista canadiense. 

## Carrera
Matt proviene de una familia de tradición golfista , su padre Mark introdujo a su hijo en el mundo del golf a través del Garrison Golf y el Curling Club de Kingston. Matt entreno con John Holand y Kevin Dickey con los que mejoró rápidamente. Ya en 1996 con 15 años ganó el Open masculino Garrison y el Campeonato Masculino Garrison Club , siendo el ganador más joven de la historia de ambos torneos. En el año 2000 Matt logró el récord del recorrido del Club Garrison con 63 golpes.
Matt continuó aumentando sus éxitos y nivel en los años sucesivos consiguiendo destacadas victorias como el Campeonato Junior del Dalewood Golf Club de Port Hope en 1999, así como el Campeonato Junior Match Paly de Ontario. En 1999 también logró proclamarse 2º en el Campeonato Canadiense Junior del Maple City Golf Club en Chatham, Ontario. 
En el año 2000, McQuillan logró la 2º posición en el campeonato amateur de Ontario en el National Golf Club de Canadá en Woodbridge, consiguiendo de este modo una de las cuatro plazas para el equipo participante en la Willingdon Cup que se celebró en Ontario. También representó al Canadá en la competición mundial Junior desarrollada en Japón consiguiendo el 3º puesto a nivel individual. Se graduó en el Instituto La Salle y obtuvo una beca de Golf para la universidad estatal de Oklahoma, comenzado en el otoño de 2000. Matt más tarde se cambió a la Universidad de Georgia aunque finalmente abandono la universidad sin completar sus estudios . 
En 2001 Matt representó a Canadá en la Copa de las 4 naciones obteniendo victorias sobre los equipos de : Australia, Nueva Zelanda y Japón, que se celebró en el Lambton Golf Club de Toronto. El Equipo Canadiense fue completado por : David Hearn, Jon Mills, y Lee Curry. 
Matt se convirtió en profesional y acabó 7º en la primavera de 2003 en el torneo de calificación del Canadian Tour
Sus máximos logros profesionales a día de hoy han sido una victoria en el Open de Telus Edmonton en 2005 y el subcampeonato del Campeonato Canadian Tour del año 2006
En la actualidad representa al Cataraqui Golf y al Club nacional , y aún entrena con Dickey.
- Datos: Q6789059